# Gare de Nice-Ville
Gare de Nice-Ville vasútállomás Franciaországban, Nizza településen.

## Vasútvonalak
Az állomást az alábbi vasútvonalak érintik:
- Marseille–Ventimiglia-vasútvonal
- Nizza-Breglio-vasútvonal

## Kapcsolódó állomások
A vasútállomáshoz az alábbi állomások vannak a legközelebb:
- Gare de Nice-Riquier
- Gare de Nice-Saint-Roch
- Gare de Nice-Saint-Augustin
- Gare de Nice-Pont-Michel

## Képgaléria

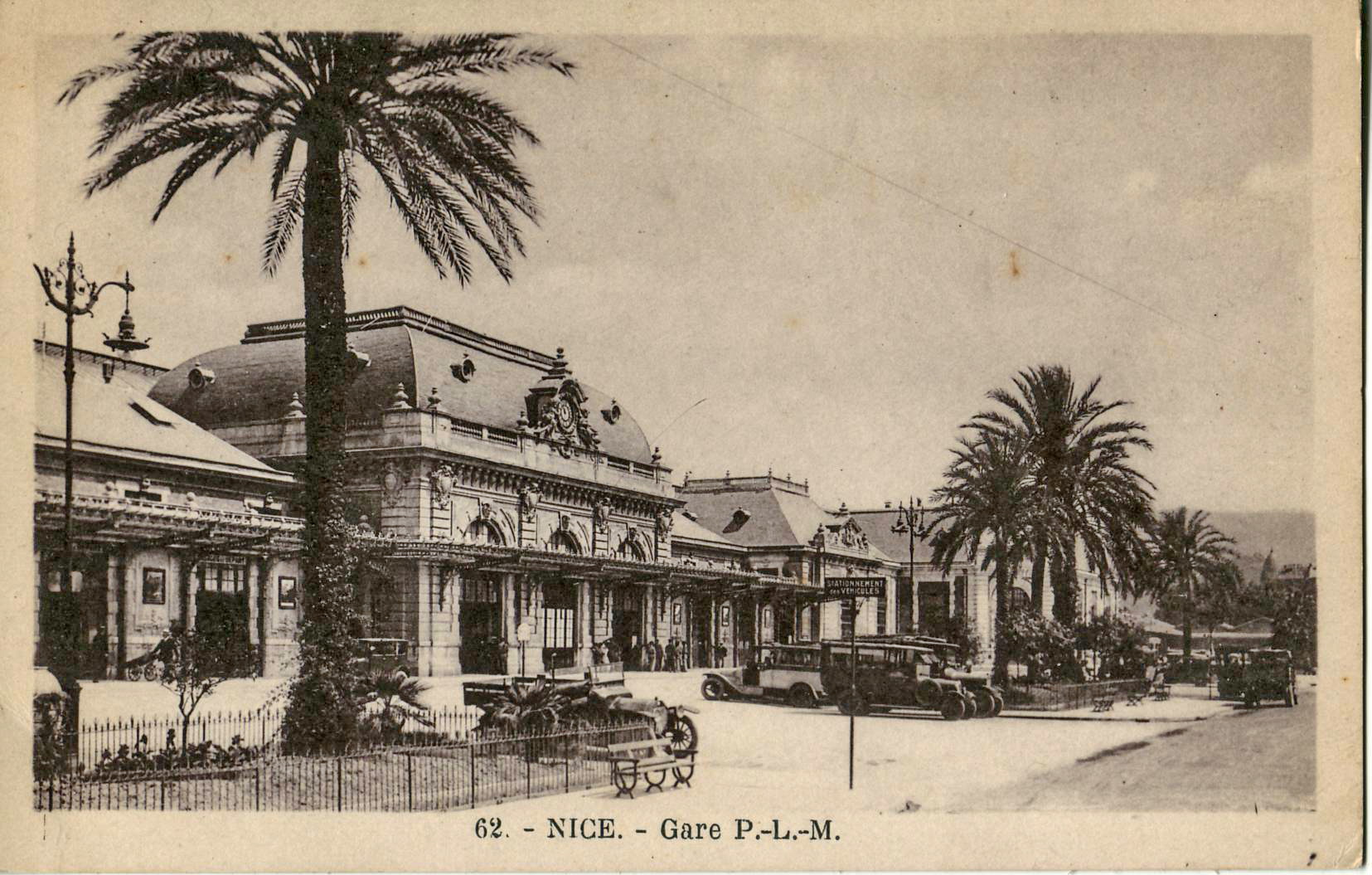
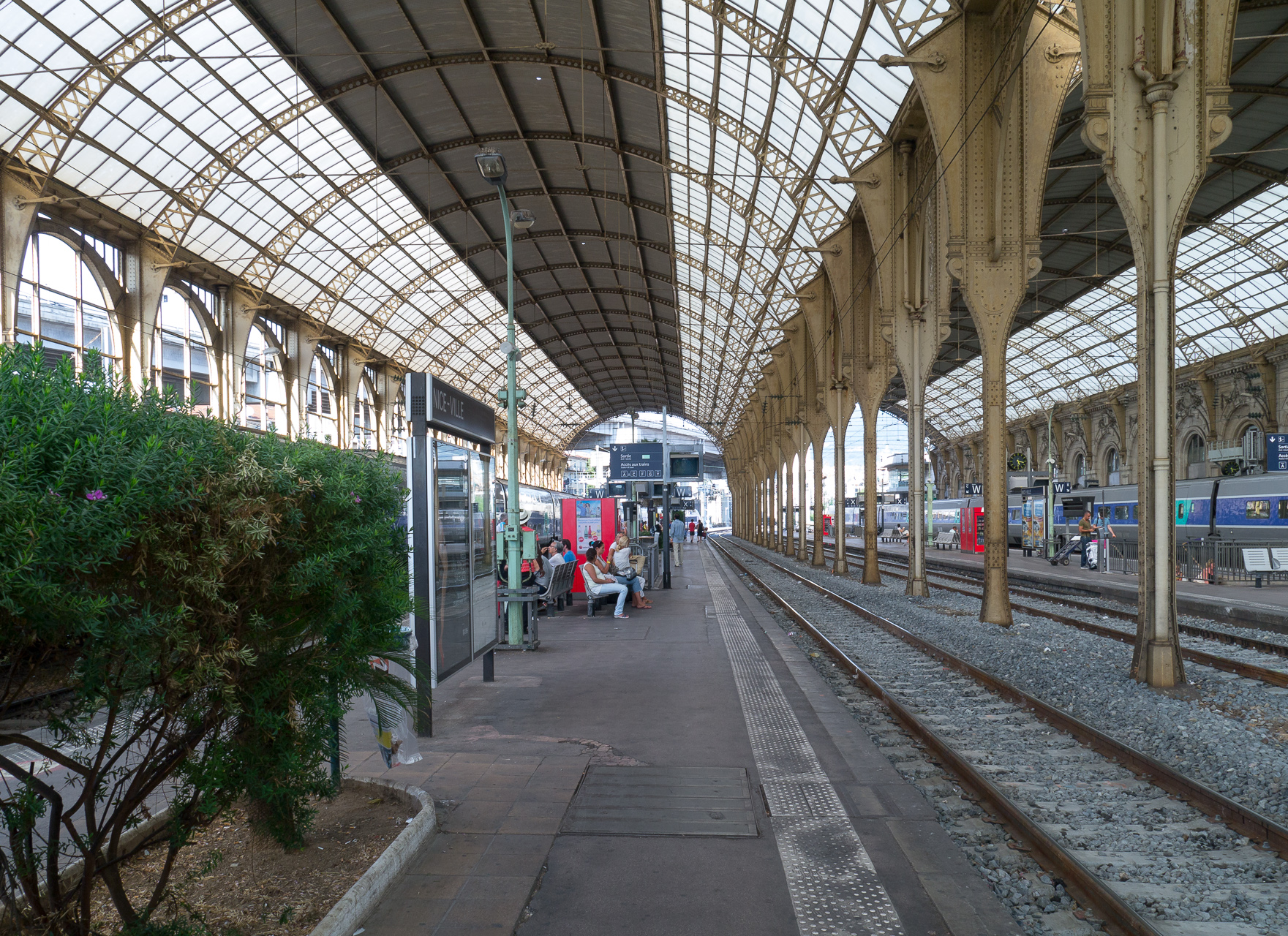
A csarnok belülről
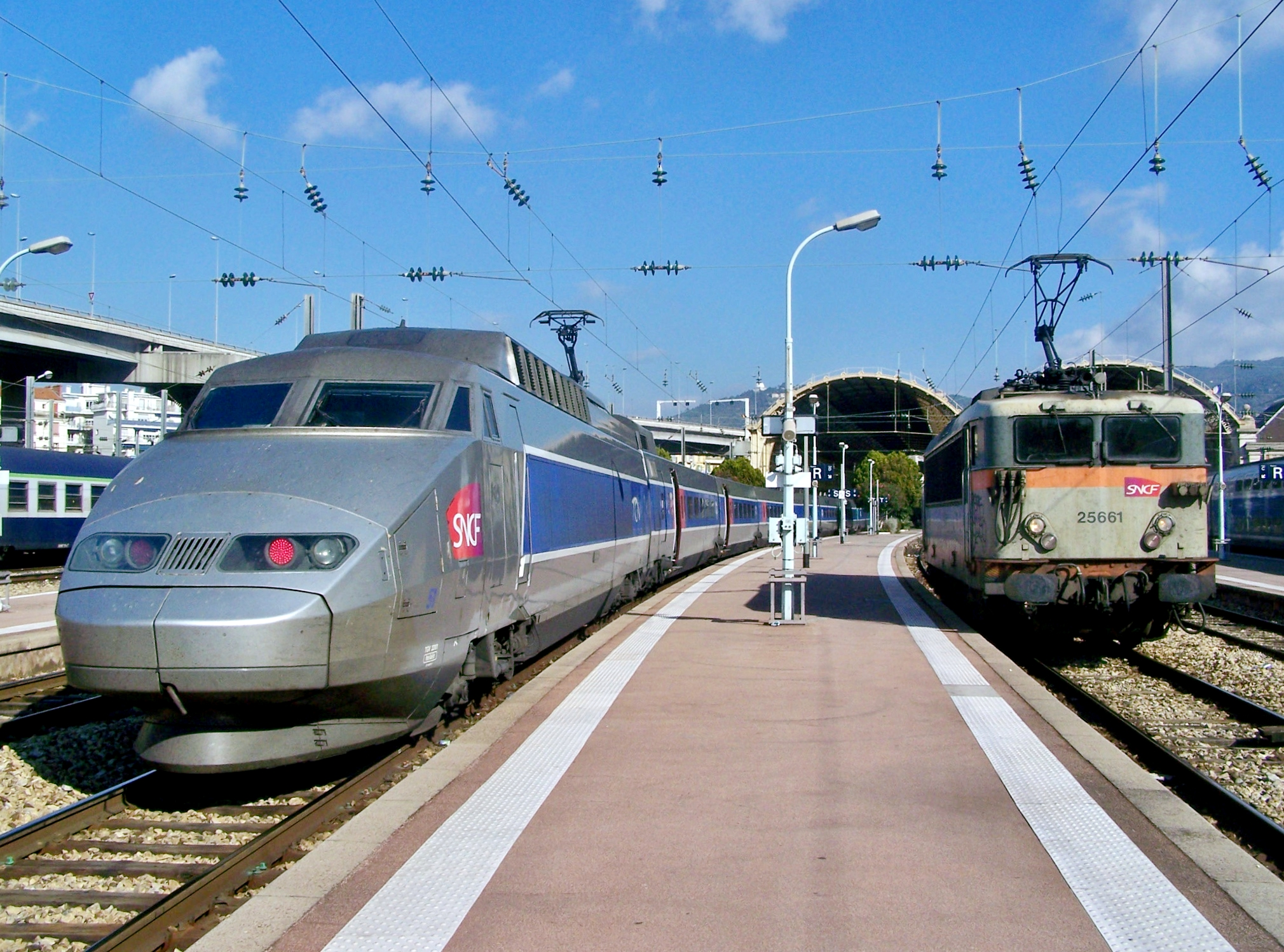
TGV az állomáson
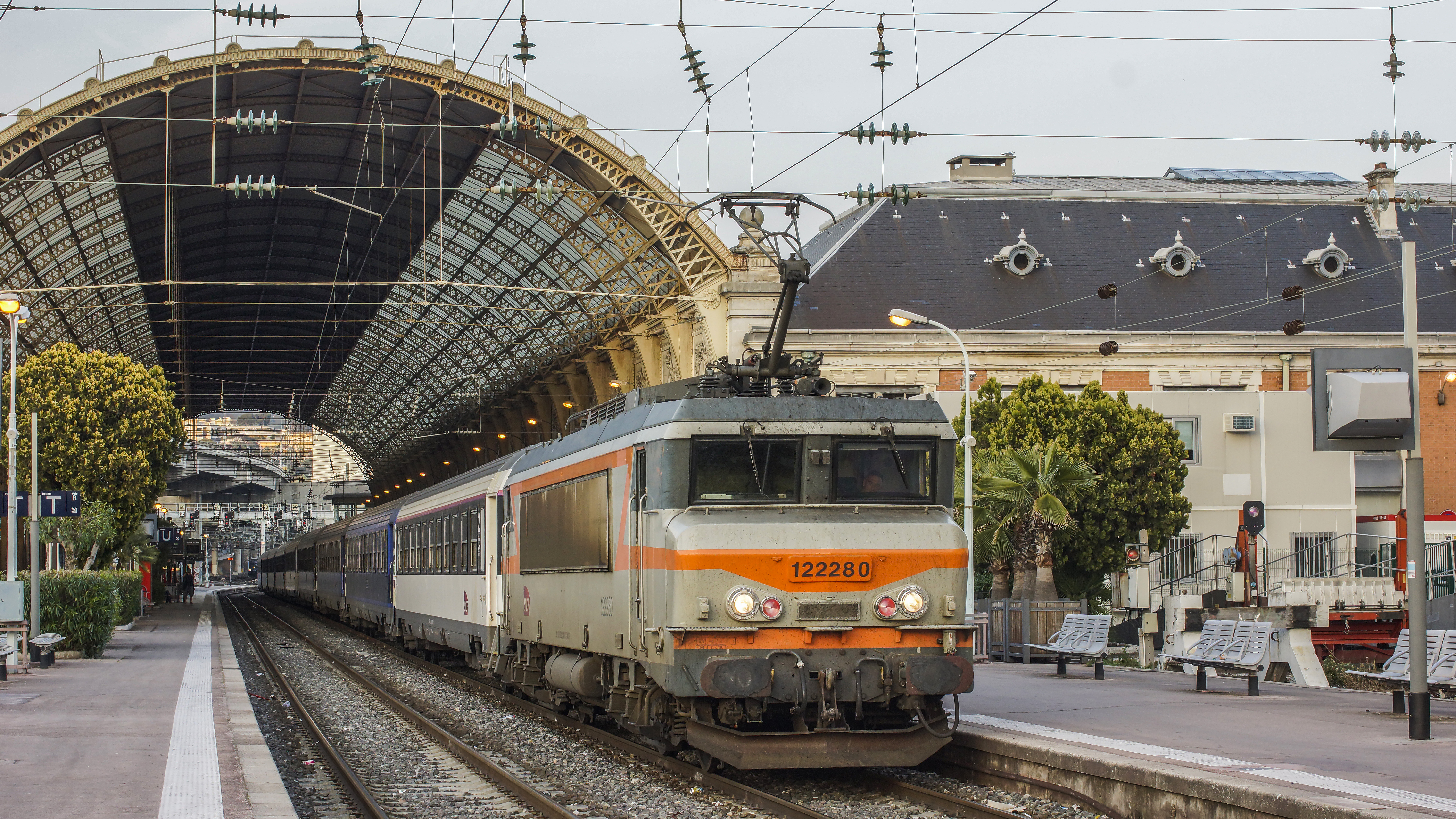
Éjszakai vonat indul Párizs felé
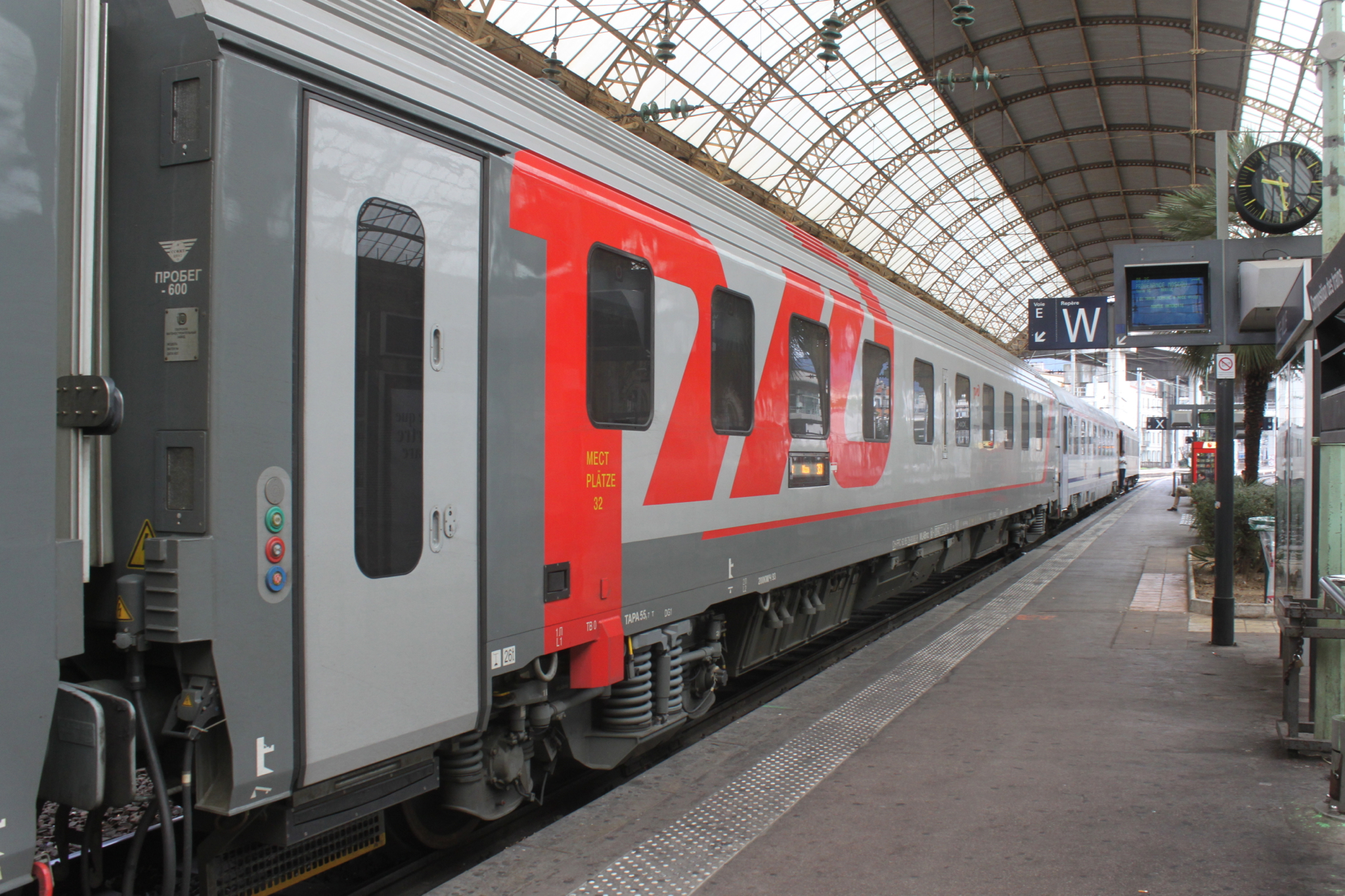
Orosz hálókocsik
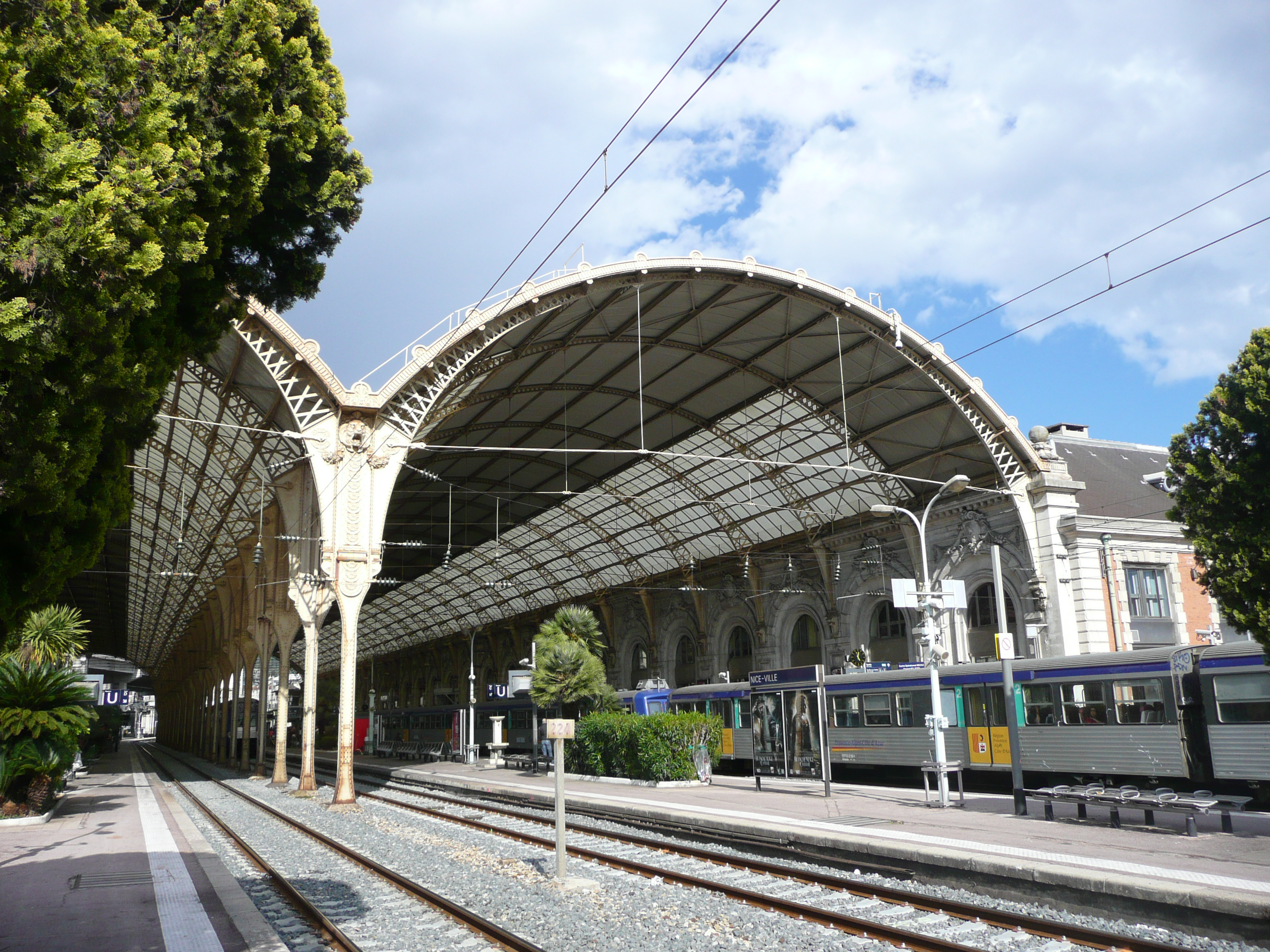
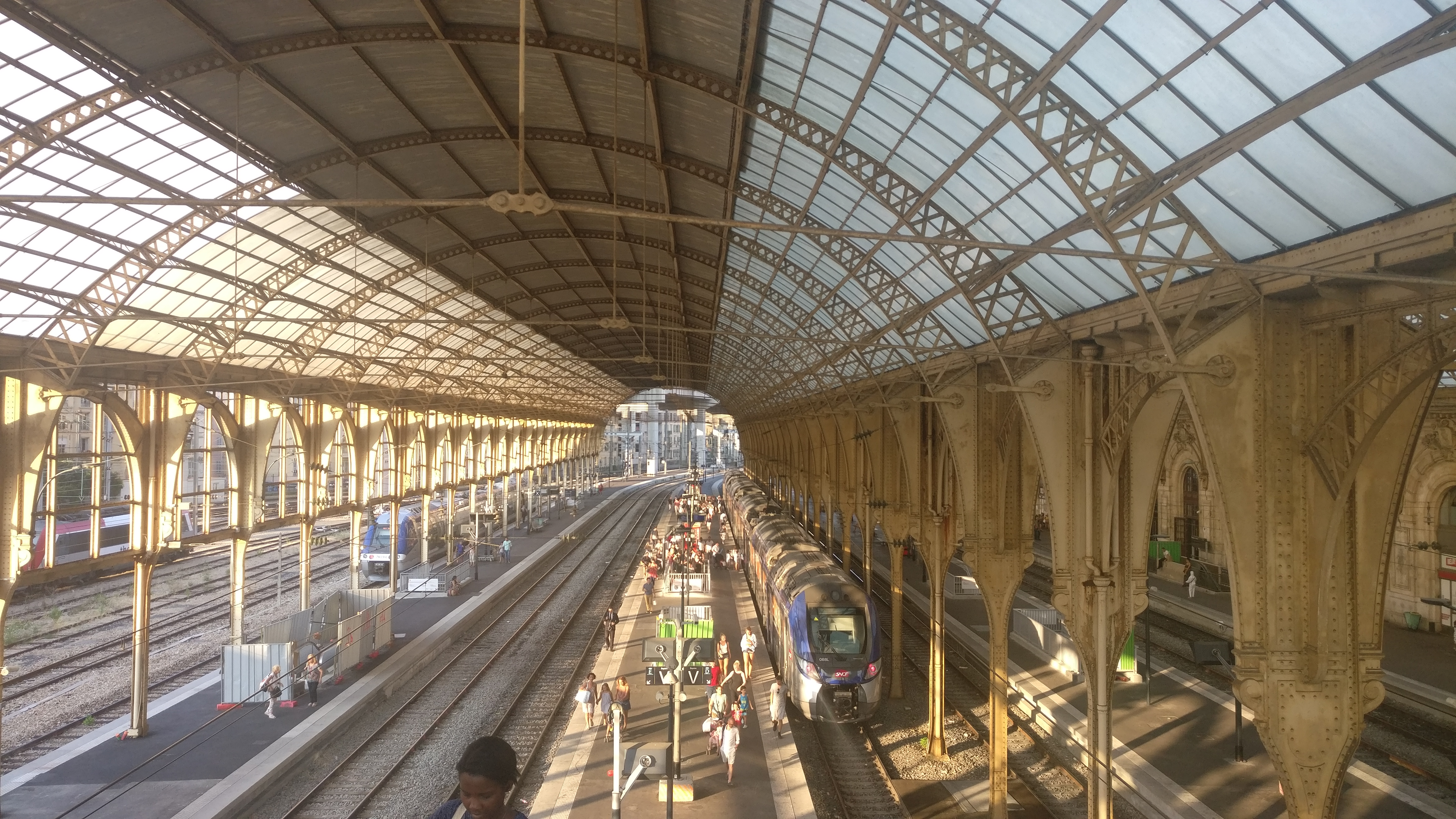
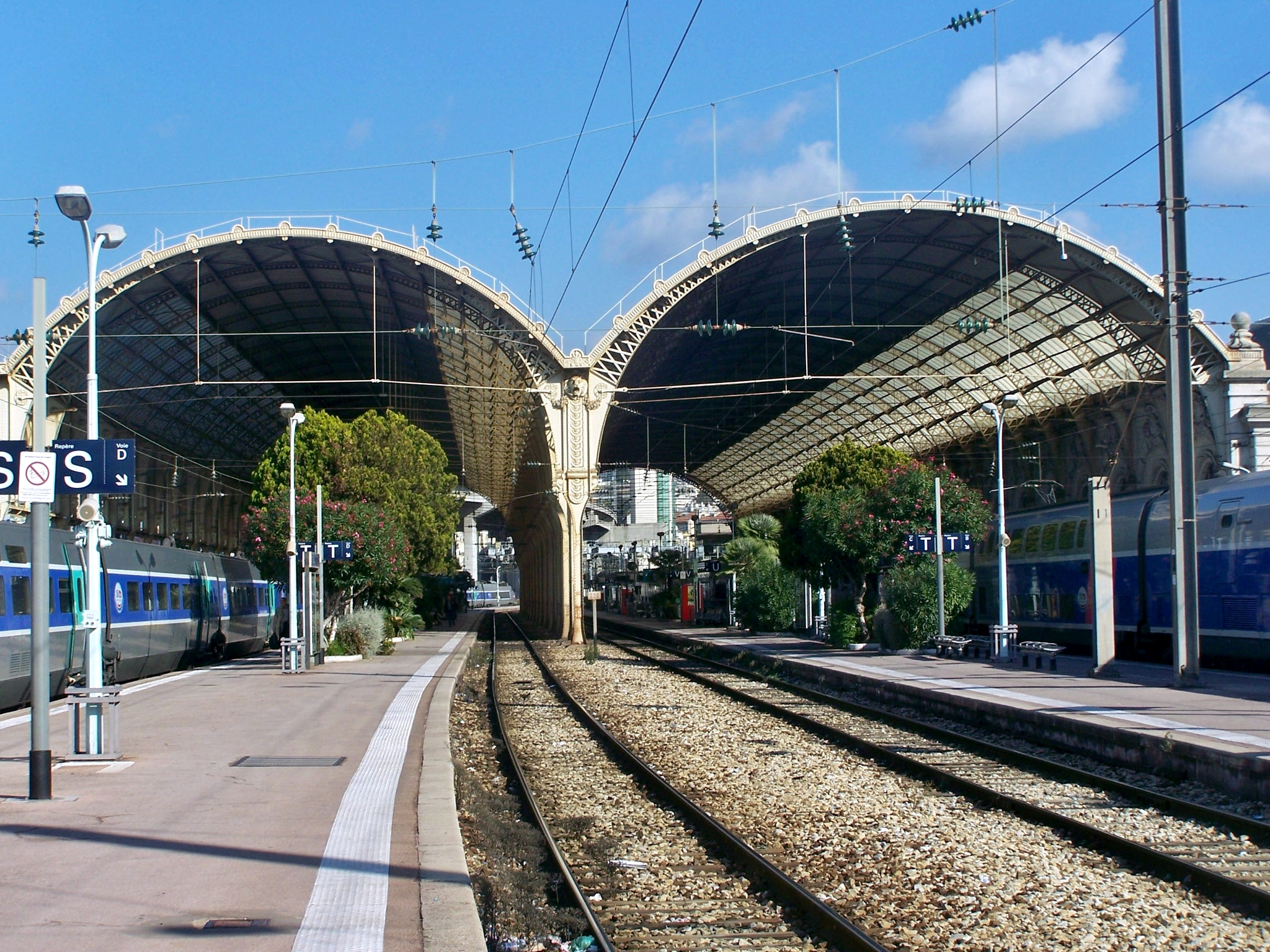